# Cunlhat
Cunlhat là một xã ở tỉnh Puy-de-Dôme trong vùng Auvergne-Rhône-Alpes miền trung nước Pháp. Xã này nằm ở khu vực có độ cao trung bình 700 mét trên mực nước biển.
Cunlhat là nơi sinh cuẩ Maurice Pialat (1925–2003) diễn viên kiêm đạo diễn phim.